# En Mands Hævn
En Mands Hævn (originaltitel The Shooting of Dan McGrew) er en amerikansk stumfilm fra 1924 instrueret af Clarence G. Badger.

## Medvirkende
- Barbara La Marr som Lou Lorraine
- Lew Cody som Dan McGrew
- Mae Busch som Flo Dupont
- Percy Marmont som Jim, Lou's husband
- Max Asher som Isadore Burke
- Fred Warren
- George Siegmann som Jake Hubbel
- Nelson McDowell
- Philippe De Lacy som Jim